# Orlando Valkyries 2024
Questa voce raccoglie le informazioni riguardanti le Orlando Valkyries nelle competizioni ufficiali della stagione 2023-2024.

## Stagione
Le Orlando Valkyries partecipano alla stagione 2023-24 senza alcuna denominazione sponsorizzata.
Si classificano al sesto posto nella regular season di PVF, mancando la qualificazione ai play-off scudetto.

## Organigramma societario
Area direttiva
- Presidente: David Forman
- Team manager: Jordan Manias

Area tecnica
- Allenatore: Amy Pauly
- Assistente allenatore: Gordon Mayforth, Molly Stark, Blake Omartian
- Preparatore atletico: Emily Summerlin

Area sanitaria
- Medico: Nicole Wilson

## Rosa
| N° | Nome                 | Ruolo | Data di nascita  | Nazionalità sportiva |
| -- | -------------------- | ----- | ---------------- | -------------------- |
| 3  | Melissa Evans        | O     | 21 ottobre 1999  | Stati Uniti          |
| 3  | Madeleine McLaughlin | C     | 24 ottobre 1999  | Stati Uniti          |
| 5  | Georgia Murphy       | L     | -                | Stati Uniti          |
| 7  | Blake Mohler         | C     | 30 dicembre 1995 | Stati Uniti          |
| 8  | Áurea Cruz           | S     | 10 gennaio 1982  | Stati Uniti          |
| 9  | M'kaela White        | C     | 5 gennaio 1998   | Stati Uniti          |
| 10 | Jillian Gillen       | S     | -                | Stati Uniti          |
| 11 | Kazmiere Brown       | C     | 17 ottobre 1996  | Stati Uniti          |
| 12 | Wilmarie Rivera      | P     | 14 febbraio 1997 | Stati Uniti          |
| 13 | Kalyah Williams      | O     | 1º luglio 2000   | Stati Uniti          |
| 14 | Adora Anae           | S     | 1º ottobre 1996  | Stati Uniti          |
| 15 | Shainah Joseph       | O     | 15 maggio 1995   | Canada               |
| 18 | Carly Skjodt         | S     | 21 giugno 1997   | Stati Uniti          |
| 19 | Abby Hansen          | C     | 15 agosto 2000   | Stati Uniti          |
| 20 | Paula Cerame         | L     | 23 agosto 2000   | Porto Rico           |
| 21 | Azhani Tealer        | O     | 6 gennaio 2001   | Stati Uniti          |
| 22 | Carly Graham         | P     | 11 luglio 2000   | Stati Uniti          |
| 24 | Courtney Schwan      | S     | 9 maggio 1996    | Stati Uniti          |
| 27 | Skylar Fields        | O     | 17 febbraio 2001 | Stati Uniti          |

      Practice squad.

## Mercato
| Acquisti                               | Acquisti             | Acquisti            | Acquisti   |
| R.                                     | Nome                 | da                  | Modalità   |
| -------------------------------------- | -------------------- | ------------------- | ---------- |
| S                                      | Adora Anae           | Panathīnaïkos       | definitivo |
| C                                      | Kazmiere Brown       | Athletes Unlimited  | definitivo |
| L                                      | Paula Cerame         | Indiana             | definitivo |
| S                                      | Áurea Cruz           | Athletes Unlimited  | definitivo |
| O                                      | Melissa Evans        | Wrocław             | definitivo |
| S                                      | Jillian Gillen       | Arkansas            | definitivo |
| P                                      | Carly Graham         | Galeb               | definitivo |
| C                                      | Abby Hansen          | Central Florida     | definitivo |
| O                                      | Shainah Joseph       | Marcq-en-Barœul     | definitivo |
| C                                      | Blake Mohler         | Athletes Unlimited  | definitivo |
| L                                      | Georgia Murphy       | Oregon              | definitivo |
| P                                      | Wilmarie Rivera      | Vilsbiburg          | definitivo |
| S                                      | Carly Skjodt         | -                   | definitivo |
| O                                      | Azhani Tealer        | Kentucky            | definitivo |
| C                                      | M'kaela White        | Voluntari           | definitivo |
| O                                      | Kalyah Williams      | Southern California | definitivo |
| Trasferimenti nel corso della stagione |                      |                     |            |
| O                                      | Skylar Fields        | UYBA                | definitivo |
| C                                      | Madeleine McLaughlin | Mets de Guaynabo    | definitivo |
| S                                      | Courtney Schwan      | Roma Club           | definitivo |

| Cessioni | Cessioni       | Cessioni | Cessioni   |
| R. | Nome           | a        | Modalità   |
| --- | -------------- | -------- | ---------- |
| Non sono avvenuti movimenti di mercato in uscita prima dell'annata perché la società non era attiva nella stagione precedente |                |          |            |
| Trasferimenti nel corso della stagione                                                                                        |                |          |            |
| O | Melissa Evans  | -        | svincolata |
| O | Shainah Joseph | -        | svincolata |
| C | Blake Mohler   | -        | svincolata |

## Risultati

### PVF

#### Regular season
| 26 gennaio 2024 Addition Financial Arena, Orlando  | Orlando Valkyries | 2 - 3 | Atlanta Vibe      | 25-20, 25-27, 25-27, 25-16, 12-15 |
| 10 febbraio 2024 Addition Financial Arena, Orlando | Orlando Valkyries | 3 - 1 | Vegas Thrill      | 25-23, 25-10, 23-25, 25-21        |
| 12 febbraio 2024 Gas South Arena, Duluth           | Atlanta Vibe      | 3 - 2 | Orlando Valkyries | 25-21, 19-25, 25-21, 22-25, 17-15 |
| 16 febbraio 2024 Addition Financial Arena, Orlando | Orlando Valkyries | 3 - 1 | Columbus Fury     | 25-27, 25-22, 25-20, 25-11        |
| 18 febbraio 2024 CHI Health Center Omaha, Omaha    | Omaha Supernovas  | 3 - 1 | Orlando Valkyries | 25-13, 25-21, 21-25, 25-20        |
| 22 febbraio 2024 Dollar Loan Center, Henderson     | Vegas Thrill      | 1 - 3 | Orlando Valkyries | 23-25, 18-25, 25-20, 28-30        |
| 25 febbraio 2024 Addition Financial Arena, Orlando | Orlando Valkyries | 1 - 3 | Omaha Supernovas  | 28-30, 25-17, 23-25, 18-25        |
| 1º marzo 2024 Addition Financial Arena, Orlando    | Orlando Valkyries | 3 - 1 | Grand Rapids Rise | 25-20, 21-25, 32-30, 27-25        |
| 3 marzo 2024 Addition Financial Arena, Orlando     | Orlando Valkyries | 2 - 3 | Columbus Fury     | 17-25, 25-21, 28-30, 25-21, 15-17 |
| 9 marzo 2024 Addition Financial Arena, Orlando     | Orlando Valkyries | 2 - 3 | Omaha Supernovas  | 19-25, 25-17, 18-25, 25-18, 6-15  |
| 11 marzo 2024 Viejas Arena, San Diego              | San Diego Mojo    | 2 - 3 | Orlando Valkyries | 25-19, 20-25, 25-23, 21-25, 12-15 |
| 16 marzo 2024 CHI Health Center Omaha, Omaha       | Omaha Supernovas  | 3 - 1 | Orlando Valkyries | 25-23, 22-25, 25-22, 25-20        |
| 21 marzo 2024 Gas South Arena, Duluth              | Atlanta Vibe      | 3 - 0 | Orlando Valkyries | 25-17, 25-13, 25-20               |
| 29 marzo 2024 Nationwide Arena, Columbus           | Columbus Fury     | 0 - 3 | Orlando Valkyries | 19-25, 15-25, 17-25               |
| 6 aprile 2024 Van Andel Arena, Grand Rapids        | Grand Rapids Rise | 2 - 3 | Orlando Valkyries | 18-25, 25-21, 21-25, 25-19, 9-15  |
| 11 aprile 2024 Addition Financial Arena, Orlando   | Orlando Valkyries | 0 - 3 | Grand Rapids Rise | 23-25, 21-25, 22-25               |
| 14 aprile 2024 Addition Financial Arena, Orlando   | Orlando Valkyries | 2 - 3 | San Diego Mojo    | 23-25, 25-21, 19-25, 25-21, 16-18 |
| 18 aprile 2024 Van Andel Arena, Grand Rapids       | Grand Rapids Rise | 3 - 1 | Orlando Valkyries | 25-14, 17-25, 25-20, 25-13        |
| 21 aprile 2024 Addition Financial Arena, Orlando   | Orlando Valkyries | 1 - 3 | Atlanta Vibe      | 22-25, 20-25, 25-23, 17-25        |
| 26 aprile 2024 Nationwide Arena, Columbus          | Columbus Fury     | 3 - 1 | Orlando Valkyries | 22-25, 26-24, 25-12, 25-15        |
| 29 aprile 2024 Viejas Arena, San Diego             | San Diego Mojo    | 3 - 2 | Orlando Valkyries | 25-18, 19-25, 25-15, 18-25, 15-11 |
| 1º maggio 2024 Lee's Family Forum, Henderson       | Vegas Thrill      | 3 - 2 | Orlando Valkyries | 24-26, 25-15, 22-25, 25-21, 15-12 |
| 9 maggio 2024 Addition Financial Arena, Orlando    | Orlando Valkyries | 2 - 3 | San Diego Mojo    | 25-23, 17-25, 25-20, 20-25, 6-15  |
| 11 maggio 2024 Addition Financial Arena, Orlando   | Orlando Valkyries | 3 - 0 | Vegas Thrill      | 26-24, 25-18, 25-15               |

## Statistiche

### Statistiche di squadra
| Competizione | Punti | In casa | In casa | In casa | In trasferta | In trasferta | In trasferta | Totale | Totale | Totale |
| Competizione | Punti | G       | V       | P       | G            | V            | P            | G      | V      | P      |
| ------------ | ----- | ------- | ------- | ------- | ------------ | ------------ | ------------ | ------ | ------ | ------ |
| PVF          | 0,333 | 12      | 4       | 8       | 12           | 4            | 8            | 24     | 8      | 16     |
| Totale       | -     | 12      | 4       | 8       | 12           | 4            | 8            | 24     | 8      | 16     |

### Statistiche dei giocatori
| Giocatrice    | PVF | PVF | PVF | PVF | PVF | Totale | Totale | Totale | Totale | Totale |
| Giocatrice    | P   | PT  | AV  | MV  | BV  | P      | PT     | AV     | MV     | BV     |
| ------------- | --- | --- | --- | --- | --- | ------ | ------ | ------ | ------ | ------ |
| A. Anae       | 21  | 363 | 311 | 31  | 21  | 21     | 363    | 311    | 31     | 21     |
| K. Brown      | 24  | 293 | 213 | 68  | 12  | 24     | 293    | 213    | 68     | 12     |
| P. Cerame     | 21  | 5   | 0   | 0   | 5   | 21     | 5      | 0      | 0      | 5      |
| Á. Cruz       | 7   | 1   | 0   | 0   | 1   | 7      | 1      | 0      | 0      | 1      |
| M. Evans      | 5   | 12  | 11  | 0   | 1   | 5      | 12     | 11     | 0      | 1      |
| S. Fields     | 7   | 35  | 29  | 5   | 1   | 7      | 35     | 29     | 5      | 1      |
| J. Gillen     | 21  | 273 | 240 | 20  | 13  | 21     | 273    | 240    | 20     | 13     |
| C. Graham     | 16  | 21  | 13  | 6   | 2   | 16     | 21     | 13     | 6      | 2      |
| A. Hansen     | 7   | 26  | 19  | 7   | 0   | 7      | 26     | 19     | 7      | 0      |
| S. Joseph     | 18  | 174 | 153 | 16  | 5   | 18     | 174    | 153    | 16     | 5      |
| M. McLaughlin | -   | -   | -   | -   | -   | -      | -      | -      | -      | -      |
| B. Mohler     | 0   | 0   | 0   | 0   | 0   | 0      | 0      | 0      | 0      | 0      |
| G. Murphy     | 24  | 0   | 0   | 0   | 0   | 24     | 0      | 0      | 0      | 0      |
| W. Rivera     | 23  | 56  | 25  | 10  | 21  | 23     | 56     | 25     | 10     | 21     |
| C. Schwan     | 3   | 35  | 30  | 3   | 2   | 3      | 35     | 30     | 3      | 2      |
| C. Skjodt     | 22  | 54  | 50  | 3   | 1   | 22     | 54     | 50     | 3      | 1      |
| A. Tealer     | 15  | 95  | 77  | 18  | 0   | 15     | 95     | 77     | 18     | 0      |
| M. White      | 23  | 175 | 120 | 50  | 5   | 23     | 175    | 120    | 50     | 5      |
| K. Williams   | 0   | 0   | 0   | 0   | 0   | 0      | 0      | 0      | 0      | 0      |

P = presenze; PT = punti totali; AV = attacchi vincenti; MV = muri vincenti; BV = battute vincenti